# 姫路市立図書館
姫路市立図書館（ひめじしりつとしょかん、Himeji City Library）は、日本の兵庫県姫路市が設置している公立図書館の総称。
姫路公園（姫路市本町68番地）の日本城郭研究センターに併設されている姫路市立城内図書館を本館とし、市内に14の分館が設置されている。2014年（平成26年）時点での蔵書数は本館・分館合わせて1,281,484冊。また、移動図書館として自動車文庫「しろかげ号」が月1回のペースで市内を巡回している。
兵庫県の播磨・但馬地域の公立図書館で構成される播但図書館連絡協議会では1970年（昭和45年）の創立時から中核メンバーとなっており、1987年（昭和62年）からは参加館間の協力貸し出し体制を構築している。

## 沿革
本節中の記述は、個別に注記があるものを除き『姫路市の図書館 令和6年度（2024年度）』p.1 - 11 を出典とする。

### 前史
姫路市において図書館を設置する動きは1895年（明治28年）頃に国学者の春山弟彦が自宅内で建設し、篤志家に蔵書を閲覧させた「春山文庫」にさかのぼる。この文庫は1905年（明治38年）に春山が死去し管理者不在となったため閉鎖されたが、春山邸に寄宿していた姫路師範学校校長の野口援太郎が閉鎖を惜しんで文庫の再興を企画した。この試みは実現しなかったが、姫路市ではこの春山文庫を市立図書館の源流として認めている。
春山文庫の閉鎖から2年後の1907年（明治40年）、市立西尋常小学校校長の岩谷榮太郎が第13代兵庫県知事・服部一三から賞与として受け取った50円を原資に校内で記念図書館を設置した。しかし、翌1908年（明治41年）に西尋常小学校が廃校となったため記念図書館の蔵書を民家に移し「姫路文庫」と名付ける。1912年（明治45年）7月、姫路城中曲輪にある播磨国総社の境内に図書館専用の建物が新築され、姫路文庫の蔵書に旧春山文庫の蔵書を合流させたうえで「姫路図書館」として開館した。この姫路図書館は1914年（大正3年）から姫路市役所内の私立姫路教育奨励会が管理するところとなり、教育奨励会の会員は年会費30銭を支払えば蔵書の閲覧を無料とする措置が取られた。
1940年（昭和15年）には旧春山文庫の合流に尽力した岩谷を館長に迎え、蔵書は開館時の2倍以上の約1万8000冊となっている。
1945年（昭和20年）7月3日深夜における第2次姫路空襲にて図書館も被災する。

### 旧陸軍兵舎時代
1947年（昭和22年）7月15日、姫路城内に在った姫路英語学校校舎の一角で蔵書約1000冊の市立図書館が開館し、翌1948年（昭和23年）2月15日には知事の認可が下り「姫路市立図書館」として正式に発足する。市立図書館では教育奨励会立姫路図書館と異なり自由接架式・閲覧無料とする方針が採られ、9月1日には市内の小中学校を回る巡回文庫サービスを開始する。
1949年（昭和24年）、城内の元陸軍兵舎を図書館本館とするも利用者の激増に対応し切れなくなったため、1950年（昭和25年）6月に英語学校の旧校舎全館を別館として使用する。同年10月、図書館報『しろかげ』創刊。この館報は漢字表記の『城影』に改題して現在も発行されている。
1952年（昭和27年）、開館時から設置されていたCIE図書館分室がサンフランシスコ講和条約の発効に伴い廃止され、神戸アメリカ文化センター図書館姫路分館となる。

### 手柄山図書館時代
1956年（昭和31年）、手柄山に建設されていた新本館（通称「手柄山図書館」）1・2号館が竣工し本館を移転すると共に城内の旧兵舎を「城内分館」とする。1957年（昭和32年）12月、巡回文庫に専用自動車「しろかげ号」を導入。同月、神戸アメリカ文化センター図書館姫路分館が廃止され、分館の蔵書が手柄山図書館に寄贈・編入される。1965年（昭和40年）、旧陸軍兵舎の老朽化により城内分館を廃止。
1967年（昭和42年）、網干に西部分館が開館。これ以降しばらく分館の設置は行われなかったが、1984年（昭和56年）に花北分館が開館したのを皮切りに市内各地へ分館の設置が進められる。1986年（昭和61年）、城内の本町拘置所跡に新本館を建設する計画が発表されるが文化庁・大蔵省との協議が不調に終わり、日本城郭研究センターとの併設方針へ切り替えられる。

### 城内図書館時代
1990年（平成2年）4月1日、日本城郭研究センター内で新本館として城内図書館が開館。手柄山への本館移転から44年ぶりに城内へ回帰する形となった。1990年代には飾磨・広畑などに映画や演劇で利用可能なホールを併設した文化施設特化型の分館が相次いで開館し、旧西部分館も網干分館として新装開館している。2006年（平成18年）3月27日、夢前町・香寺町・安富町・家島町の4町が姫路市へ編入合併されたため各町の町立図書館・図書室も分館として編入された。
2015年（平成27年）、NHK姫路支局の協力を得て姫路市の過去の広報映画や貴重なニュース映像を視聴利用に供する「姫路市映像アーカイブ」の提供を開始。同年11月1日、播磨圏域連携中枢都市圏の7市8町で公立図書館の広域貸し出しが開始された。
2016年（平成28年）4月1日、赤穂市立図書館が広域貸し出しの相互利用対象に追加される。同年よりマイナンバーカードによる図書館利用サービス開始。
2017年（平成29年）2月から3月にかけて姫路市立図書館と福崎町立図書館・神河町公民館図書室でマイナンバーカード共通利用を開始。同年9月よりICタグによる書籍管理開始。

## 城内図書館
姫路市立図書館の本館に当たる姫路市立城内図書館（ひめじしりつじょうないとしょかん）は、姫路城の旧中曲輪北部（現姫路公園北部）で1990年（平成2年）に開設された日本城郭研究センターに併設されている。そのため、同センターの複合機能として城郭に関する資料収集に特色がある。
開館時間は午前10時から午後7時まで。ただし、7月から8月は午前9時30分に開館時間を早める。休館日は毎週月曜日（祝日と重なる場合は翌日）、毎月第3木曜日、年末年始（12月29日 - 1月4日）、特別整理期間（毎年3月に10日間）。
本館の建築概要に関しては日本城郭研究センターを参照。センター1階の全フロアが図書館となっており、2階に城郭研究室や史料特別閲覧室、市史編纂室、会議室が設置されている。書庫は地下1階（城郭研究室の文化財収蔵庫と併設）。

### アクセス
- 所在地：670-0012 兵庫県姫路市本町68-258 日本城郭研究センター
- JR姫路駅または山陽姫路駅より神姫バスに乗り「国立病院経由野里門前」バス停で下車、西側すぐ[11]。駐車場はないが西に隣接する城の北駐車場などが利用可能[12][13]。

### 周辺
- 姫路城
- 好古園 - 西御屋敷跡に整備された庭園。
- 男山八幡宮・千姫天満宮（男山配水池公園）
- 兵庫県立歴史博物館
- 姫路市立美術館
- 姫路市立動物園
- 姫路東消防署
- シロトピア記念公園
- 姫路医療センター
- 兵庫県立姫路東高等学校
- 淳心学院
- 賢明女子学院

## 分館
姫路市では城内図書館以外の14館を全て「分館」と称しているが図書館単体の施設（安室分館など）はごく少数で、図書館を中核に映画・演劇用のホールを併設した文化施設（網干分館など）、公民館や市役所の支所・出張所に併設されているもの（安富分館など）が大半を占める。蔵書数はほぼ4万〜6万冊の範囲内で、旧香寺町立図書館を引き継いだ香寺分館が12万冊とやや多く島嶼に立地する家島分館が2万冊弱となっている。
14分館は規模・形態に関わらず、全館に図書館及び関連組織のための国際標準識別子（ISIL）のコードが付与されている。
また、分館の開館日は全館とも城内図書館と同一に設定されている。開館時刻は午前10時から午後6時に固定されており、城内図書館で実施している夏期の開館時刻前倒しは実施していない。

### 網干分館

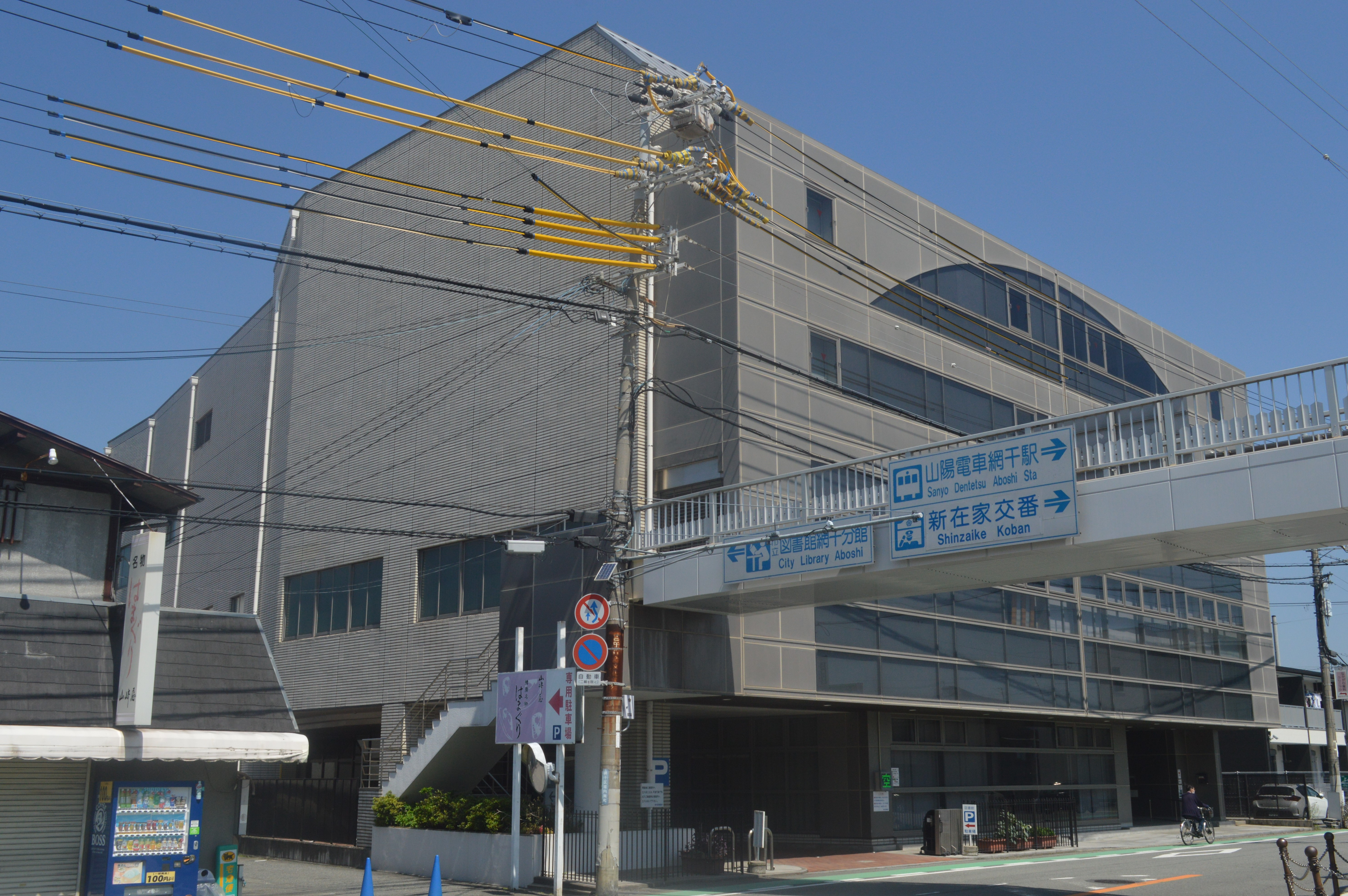
網干分館

網干分館（あぼしぶんかん）は、1991年（平成3年）4月2日に開館した。前身となるのは1967年（昭和42年）に開館した西部分館で、2年前にかつての本館だった旧陸軍兵舎の城内分館が廃止されて以降では最初に設置された分館であった。
現在の網干分館は4階建てで1階に多目的ホール、3階に演劇や映画の上映に対応した300席のホールを併設し、図書館としての機能に留まらず幅広い文化活動の拠点として設計されている。
- 所在地：671-1255 姫路市網干区垣内南町1429-6 北緯34度47分13.53秒 東経134度35分13.51秒
- 山陽網干駅下車すぐ[18]。

- 蔵書数：54,695冊（2013年時点）
- ISIL：JP-1002312

### 花北分館
花北分館（はなきたぶんかん）は1984年（昭和59年）4月1日に開館した。前身は花の北市民広場に設置されていた市民図書室で、機能拡充を求める住民の要望を受けて花の北モールに移転開館。花の北モール時代の延床面積は254平方メートルと14分館中で最小の「図書室」に近い規模で、文芸書や児童書を中心に取り揃えていた。
テナントとして入室していた花の北モールが老朽化で建て替えられることになったため、2016年（平成28年）2月末から再開館までは花の北市民広場に臨時の図書サービスカウンター（配本所）を設置していた。
2019年（平成31年）4月、花の北モールの後継施設としてオープンしたミラキタシティ花北の2階で床面積を従前の約2.5倍となる約686平方メートルに拡張し、再開館した。これに伴い、花の北モール時代は施設の休業日に合わせて水曜日としていた休館日が市内の他の館と同じ月曜日に統一されている。
- 所在地：670-0806 姫路市増位新町1-24 ミラキタシティ花北　2階西側
- JR播但線・野里駅から西へ徒歩4分。

- 蔵書数：40,500冊（2019年時点）
- ISIL：JP-1002313

### 飾磨分館
飾磨分館（しかまぶんかん）は1987年（昭和62年）3月31日に開館した鉄筋コンクリート4階建で、網干分館と同じく4階に300席のホールを併設している。
- 所在地：672-8044 姫路市飾磨区下野田1-1 北緯34度47分56.95秒 東経134度40分40.58秒
- 山陽電鉄・飾磨駅から東へ徒歩3分[18]。

- 蔵書数：51,313冊（2013年時点）
- ISIL：JP-1002314

### 東光分館
東光分館（とうこうぶんかん）は1987年（昭和62年）3月28日に開館した。東公民館との複合施設で、1階が分館となっている。
- 所在地：670-0835 姫路市幸町94 北緯34度49分53.72秒 東経134度42分18.17秒
- JR播但線・京口駅から南へ徒歩5分[18]。

- 蔵書数：43,868冊（2013年時点）
- ISIL：JP-1002315

### 白浜分館
白浜分館（しらはまぶんかん）は1988年（昭和63年）10月1日に開館した。姫路市役所白浜支所との複合施設で、2階が分館となっている。
- 所在地：672-8023 姫路市白浜町甲396-8 北緯34度47分7.28秒 東経134度42分18.07秒
- 山陽電鉄本線・白浜の宮駅から南西へ徒歩5分[25]。

- 蔵書数：50,153冊（2013年時点）
- ISIL：JP-1002316

### 安室分館
安室分館（やすむろぶんかん）は1988年（昭和63年）11月1日に開館した。図書館専用の鉄筋コンクリート1階建てで、同じ敷地内に安室児童センターが設置されている。
- 所在地：670-0081 姫路市田寺東2-7-14 北緯34度51分24.29秒 東経134度40分21.04秒
- 姫路駅から神姫バスに乗り「好古学園前」バス停で下車すぐ[25]。

- 蔵書数：53,325冊（2013年時点）
- ISIL：JP-1002317

### 青山分館
青山分館（あおやまぶんかん）は1991年（平成3年）4月12日に開館した。青山公民館との複合施設で、1階が分館となっている。
- 所在地：671-2222 姫路市青山5-2-1 北緯34度50分43.28秒 東経134度38分22.90秒
- 姫路駅から神姫バスに乗り「青山」バス停で下車、西へ徒歩2分[25]。

- 蔵書数：52,967冊（2013年時点）
- ISIL：JP-1002318

### 広畑分館

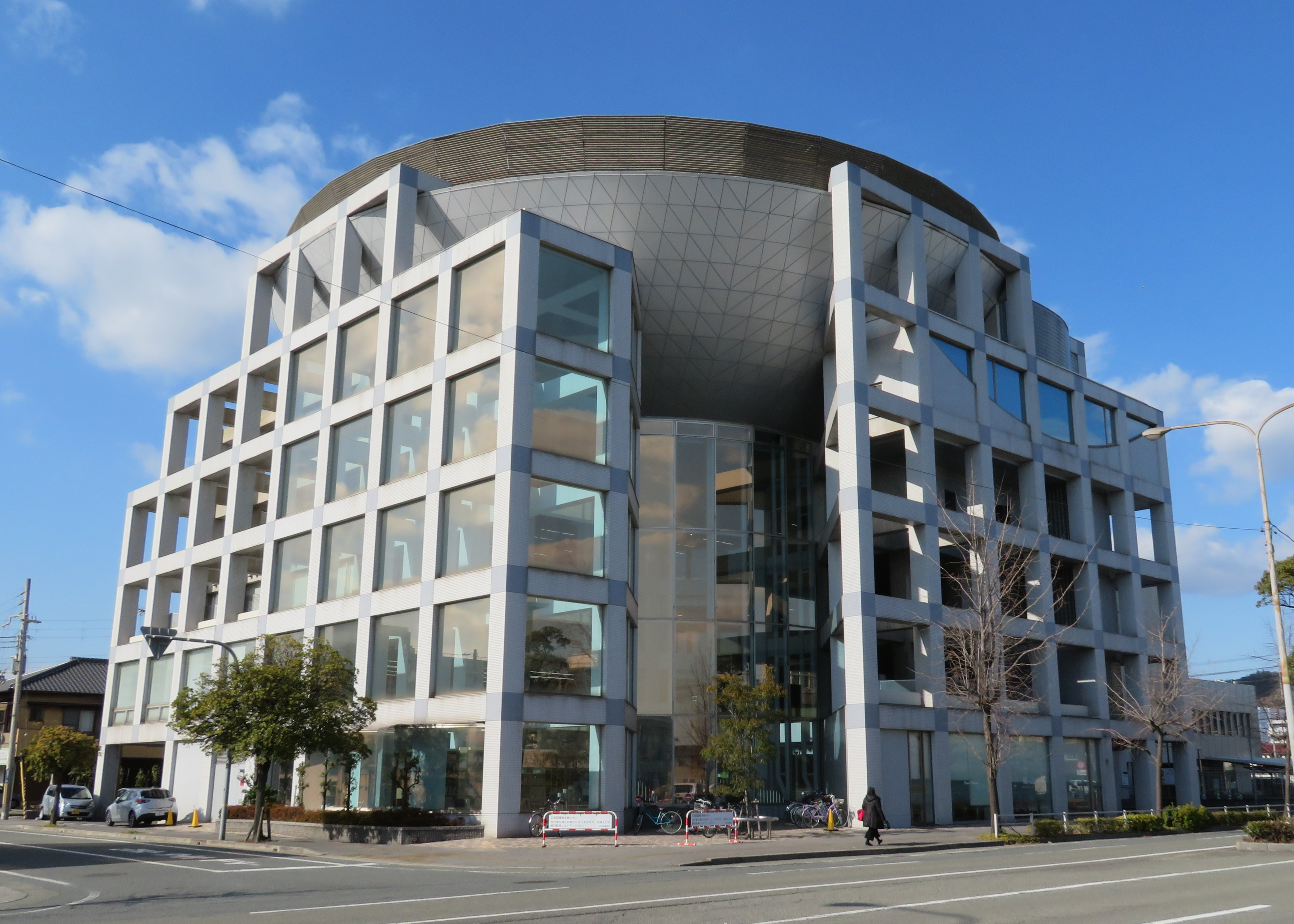
広畑分館

広畑分館（ひろはたぶんかん）は1994年（平成6年）4月1日に開館した。広畑トレーニングルームとの複合施設で網干分館や飾磨分館と同様にホールが併設されており、2・3階が分館となっている。
- 所在地：671-1116 姫路市広畑区正門通3-7 北緯34度47分55.23秒 東経134度37分42.75秒
- 山陽電鉄網干線・広畑駅から北へ徒歩3分[25]。

- 蔵書数：65,839冊（2013年時点）
- ISIL：JP-1002319

### 手柄分館
手柄分館（てがらぶんかん）は1994年（平成6年）4月1日に開館した。立地はかつての本館である手柄山図書館と同一ではなく、手柄山図書館の閉鎖後に別の場所で手柄公民館との複合施設として開設された。2階建で1階が分館となっている。
- 所在地：670-0966 姫路市延末149-1 北緯34度49分17.05秒 東経134度40分44.22秒
- 山陽電鉄本線・手柄駅から西へ徒歩5分[25]。

- 蔵書数：62,595冊（2013年時点）
- ISIL：JP-1002320

### 東分館
東分館（ひがしぶんかん）は1997年（平成9年）4月10日に開館した。東保健福祉サービスセンターとの複合施設で、2階が分館となっている。
東光分館との混同を避けるためか、図書館だよりやサイト上では「ひがし分館」と表記される場合がある。
- 所在地：671-0232 姫路市御国野町御着283-15 北緯34度48分59.67秒 東経134度44分10.98秒
- 山陽本線・御着駅下車すぐ[25]。

- 蔵書数：55,025冊（2013年時点）
- ISIL：JP-1002321

### 安富分館
安富分館（やすとみぶんかん）は2004年（平成16年）6月20日に当時の宍粟郡安富町が開設した公民館・保健福祉センターとの複合施設「ネスパルやすとみ」内で開館した。2階が分館となっている。
安室分館との混同を避けるためか、図書館だよりやサイト上では「やすとみ分館」と表記される場合がある。
- 所在地：671-2401 姫路市安富町安志1151 北緯34度59分8.14秒 東経134度35分45.50秒
- 姫路駅から神姫バスに乗り「安富事務所前」バス停で下車すぐ[31]。

- 蔵書数：44,990冊（2013年時点）
- ISIL：JP-1002325

### 香寺分館

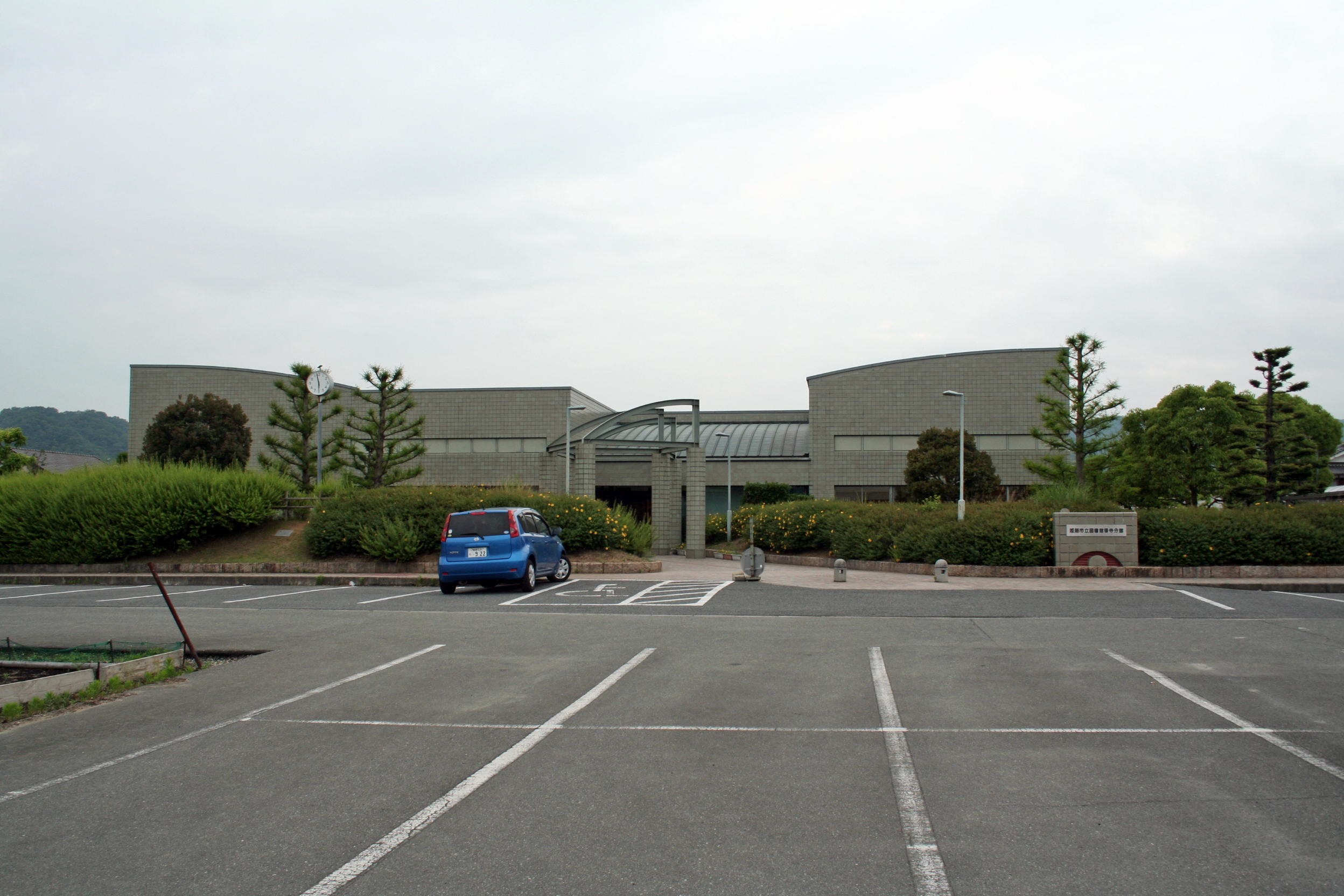
香寺分館

香寺分館（こうでらぶんかん）は1992年（平成4年）7月7日に当時の神崎郡香寺町が開設した香寺町立図書館を引き継いでいる。安室分館と並んで数少ない図書館専用の建造物であり、蔵書数は12万冊と分館中では特に多く城内図書館に次ぐ規模となっている。
旧香寺町立図書館は、2002年（平成14年）に開館10年記念誌を刊行している。
- 所在地：679-2151 姫路市香寺町香呂239-1 北緯34度54分46.32秒 東経134度44分4.51秒
- JR播但線・香呂駅下車、北西へ徒歩5分[31]。

- 蔵書数：129,951冊（2013年時点）
- ISIL：JP-1002324

### 夢前分館

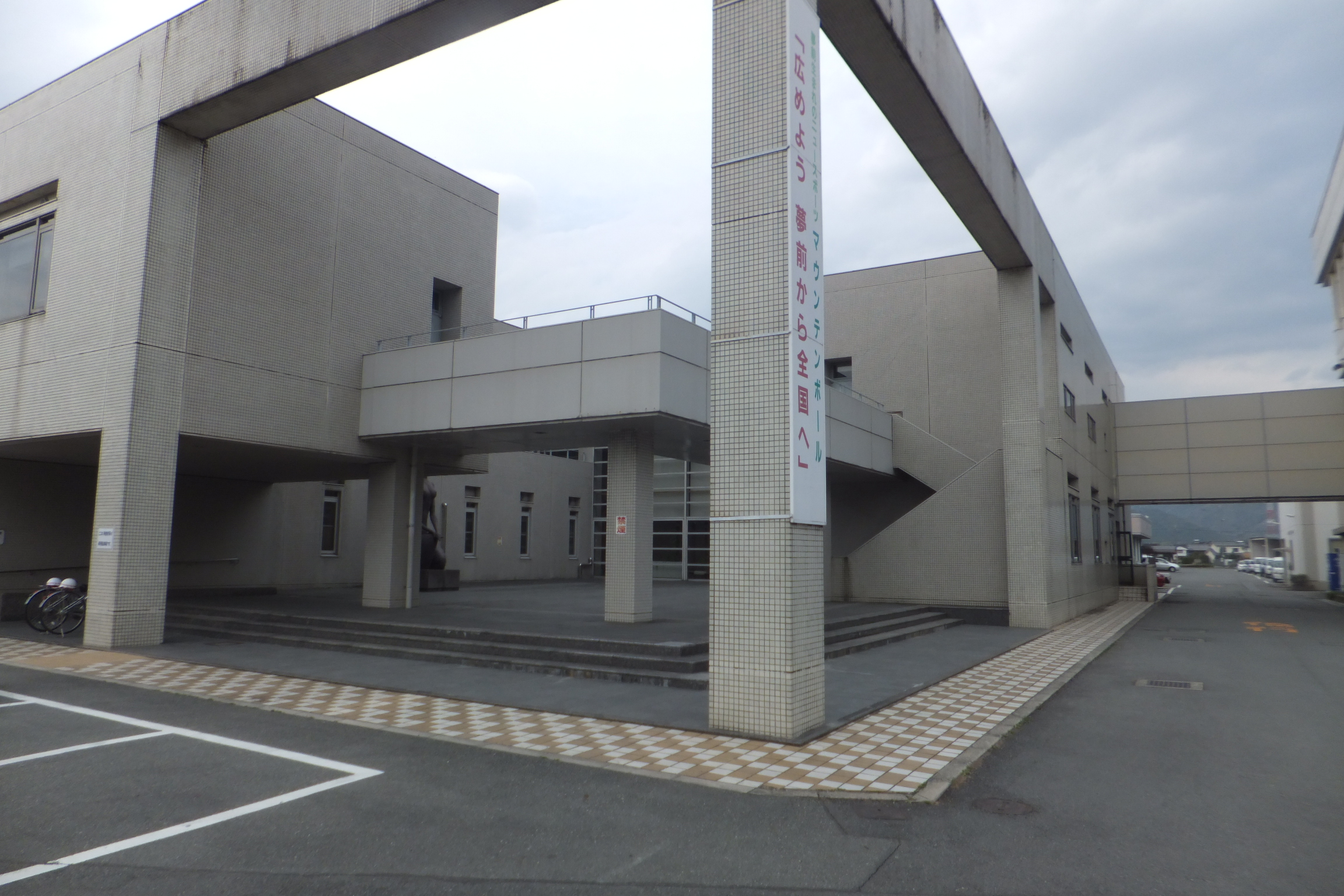
夢前分館

夢前分館（ゆめさきぶんかん）は1984年（昭和59年）4月1日に当時の飾磨郡夢前町が開設した夢前町立図書館を引き継いでいる。同じ敷地内に隣接して夢前公民館がある。
- 所在地：671-2103 姫路市夢前町前之庄2160 北緯34度58分20.30秒 東経134度41分8.11秒
- 姫路駅から神姫バスに乗り「松ノ本北」バス停で下車、北へ徒歩2分[31]。

- 蔵書数：39,903冊（2013年時点）
- ISIL：JP-1002323

### 家島分館
家島分館（いえしまぶんかん）は1979年（昭和54年）4月に当時の飾磨郡家島町が宮字折戸1410番地12号の旧役場庁舎に開設した公民館図書室を前身とする。この図書室は姫路市への編入後に家島分館となったが、老朽化のため2013年（平成25年）2月に鉄筋コンクリート4階建てで姫路市家島事務所・家島公民館との複合施設として移転開館した。3階が分館・公民館となっている。
- 所在地：672-0101 姫路市家島町真浦2137-1 北緯34度40分31.62秒 東経134度31分54.64秒
- 姫路駅から神姫バス94系統の姫路港行きに乗り終点下車、姫路港から高速船で真浦港へ渡り県道425号線を南東の家島小学校方面へ、家島郵便局隣。

- 蔵書数：18,650冊（2013年時点）
- ISIL：JP-1002322

### そのほかのサービス提供箇所
- 駅前市役所……姫路市役所の出張窓口、山陽百貨店西館3階に開設。予約本の貸し出し・貸し出し本の返却を取り扱う[36]。
- 坊勢図書コーナー……家島諸島内では坊勢島の家島群島開発総合センター内にも図書コーナーが設けられ[37]、400冊強の児童書を中心に配架している[38]。予約・貸出および返却も可能。
- 自動車文庫「しろかげ号」……市内14箇所を月1回巡回している。予約・貸出および返却も可能[39]。

## 貸出

### 館外貸出
利用券の発行は姫路市内に居住または通勤・通学する者、もしくは播磨圏域連携中枢都市圏に参加する市町の居住者を対象とする。有効期限は3年で、城内図書館と14分館共通で利用できる。
一度に借りられる蔵書の上限は6冊（マイナンバーカード登録で12冊）、返却期限は2週間。電話やインターネット（利用券の番号とパスワード入力が必要）での予約・1回のみ貸出延長も可能。

### 広域貸出
兵庫県立図書館の蔵書もインターネットで予約して城内図書館の窓口で受け取りが可能である（県立図書館の利用券は別途必要）。
播磨圏域連携中枢都市圏の8市8町が設置している公立図書館で相互利用を実施している。対象は相生市、赤穂市、加古川市、高砂市、加西市、宍粟市、たつの市、姫路市、赤穂郡上郡町、揖保郡太子町、加古郡稲美町・播磨町、神崎郡市川町・神河町・福崎町、佐用郡佐用町で、利用券は館ごとに必要となる。